# 삿테역
삿테역(일본어: 幸手駅, さってえき)은 일본 사이타마현 삿테시에 있는 도부 철도 닛코 선의 역이다. 역 번호는 TN 02이다.

## 역사
- 1929년 4월 1일: 영업 개시.
- 1986년 8월 26일: 스기토타카노다이 역, 미나미쿠리하시 역 개통에 따라 당역 시,종착 열차의 설정과 대피선 폐지.
- 2003년 3월 19일: 제도고속도교통영단(현, 도쿄 지하철) 히비야 선, 한조몬 선, 도큐 덴엔토시 선 직결 운행 열차 정차 개시.
- 2006년
  - 3월 18일: 야간 철도 아이즈키누가와 선, 아이즈 철도 아이즈 선 직결 운행 열차 정차 개시(2013년 3월 15일 종료).
  - 3월 20일: 특급 "키리후리" 283호(현, 285호) 정차 개시(2017년 4월 20일 종료).
- 2007년
  - 1월 23일: 정기권 발매형 자동 매표기 설치.
  - 3월 18일: IC카드 PASMO 공용 개시.
  - 6월 25일: 특급권 발매형 자동 매표기 설치.
- 2008년
  - 2월 26일: 파크 앤드 라이드 개시.
  - 3월 14일: 히가시구치 광장 준공, 준공식 거행.
  - 4월 1일: 삿테 시내 순환 버스 정차 개시.
- 2009년
  - 3월 18일: LED식 발차표 운용 개시.
  - 3월 23일: PASMO 전용 자동 개찰기 설치.
- 2010년 11월 30일: 정기권, 회수권 매장 영업 종료.
- 2011년
  - 3월 8일: 다기능 화장실 공용 개시.
  - 3월 9일: 엘리베이터 공용 개시.
  - 11월 4일: 발차 멜로디 도입.
- 2012년 3월 17일: TN 02의 역 번호 도입.
- 2017년 3월 4일: 교상 역사화 공사에 따라 기존 역사 사용 중지, 임시 역사 사용 개시.
- 2019년 3월 17일:새 역사 완공.

## 역 구조
상대식 승강장 2면 2선의 지상역이다. 역사는 개설 당시 그대로의 단층 건물로 동쪽 지상(상행선 쪽)에 있다.
자동체외식제세동기(AED)와 자동 개찰기가 설치되어 있다.
정기권(신규 통학 정기권 제외)은 자동 매표기에서 판매하고 있다.
과거의 개찰구 옆에는 삿테 시의 특산물을 전시한 디스플레이가 설치되어 있었지만, 임시 역사 사용 개시와 동시에 철거되었다.

### 승강장
| 번호 | 노선                 | 행선 |
| ---- | -------------------- | --- |
| 1    | 도부 스카이트리 라인 | 도부 도부쓰코엔・기타센주・도쿄 스카이트리・아사쿠사・ 히비야 선 나카메구로・ 한조몬 선 시부야・ 도큐 덴엔토시 선 주오린칸 방면 |
| 2    | 닛코 선              | 미나미쿠리하시・신토치기・도부 닛코・ 기누가와 선 기누가와온센 방면                                                             |

## 역 주변
- 사이타마 현 경찰 삿테 경찰서 삿테 역전 파출소
- 삿테 보건소
- 삿테 우체국
- 삿테나카 우체국
- 사이타마 리소나 은행 삿테 지점
- 무사시노 은행 삿테 지점
- 도치기 은행 삿테 지점
- 아키야 병원
- 일본 보건 의료 대학
- 사이타마 현립 삿테사쿠라 고등학교
- 삿테 시립 삿테 중학교
- 엠즈 타운 삿테
- 삿테키타 몰
- 케이즈 덴키 삿테점
- 조이풀 혼다 삿테점(스기토타카노다이 역과 거의 중간)

## 인접역
| 도부 철도 닛코 선                           | 도부 철도 닛코 선                            | 도부 철도 닛코 선                   |
| ------------------------------------------- | -------------------------------------------- | ----------------------------------- |
| TN 01 스기토타카노다이 도부 도부쓰코엔 방면 | ■ 급행 ■ 구간 급행 ■ 준급 ■ 구간 준급 ■ 보통 | 미나미쿠리하시 TN 03 도부 닛코 방면 |